# Jakob Schaffner
Jakob Schaffner (14. listopadu 1875 Basilej – 25. září 1944 Štrasburk) byl švýcarský německy píšící spisovatel, básník a dramatik, který se stal stoupencem nacismu.

## Život
Narodil se v rodině Johanna Schaffnera (1842–1883) a Emilie rozené Müllerové (1849–1904). V roce 1883 přišel o otce, jeho matka téhož roku předala syna svým rodičům a emigrovala do USA. Od roku 1884 do roku 1891 vyrůstal v nedalekém pietistickém dětském domově na zámku Beuggen na Horním Rýnu v Bádensku. Jakob se vyučil ševcovskému řemeslu a několik let pracoval jako tovaryš v Německu. Již v této době začal psát literární texty. V roce 1908 se oženil s Friedou Barth (1884), v roce 1912 se jim narodil syn Wolf Peter.
Jako tovaryš hodně cestoval po Nizozemsku, Belgii a Francii, což silně ovlivnilo jeho pozdější tvorbu, která se z velké části zabývala cestováním. Studoval na univerzitě v Basileji a v Basileji napsal i svá raná díla. Ve svých úplných začátcích Schaffner sympatizoval s komunismem, později přešel k nacionalismu. Byl silně kritický nejen k judaismu, ale i ke křesťanství a Bibli odmítal jako "cizí sbírku textů".
Uměleckého průlomu dosáhl románem Konrad Pilater. V roce 1911 se usadil v Německu a žil ve Výmaru na Dichterweg, nedaleko Goethova zahradního domku. V roce 1912 se Schaffner s rodinou přestěhoval do Charlottenburgu. Nejslavnější román Johannes (někdy známý jako Roman einer Jugend), který vyšel v roce 1922, inspirovaly jeho zážitky z dětství a byl částečně autobiografickým příběhem o životě v sirotčinci. V roce 1930 byl jmenován čestným občanem Wyhlenu (Bádensko-Württembersko), původní komunity své matky.

### Aktivitykrajní pravice
Schaffner se později vrátil do Švýcarska a v letech 1936–1938 působil ve prospěch Národní fronty, kterou opustil spolu s Rolfem Hennem a Hansem Oehlerem – zakladateli pronacistické skupiny Bund Treuer Eidgenossen Nationalsozialistischer Weltanschauun. Zpočátku byl k nacismu skeptický, ale brzy se stal stoupencem Adolfa Hitlera, protože měl pocit, že by mohl stát v čele obnovy Evropy. Během druhé světové války se Schaffner vrátil do Německa, vstoupil do nacistické strany a pracoval jako propagandista Josepha Goebbelse, do Švýcarska se vracel jen zřídka, s výjimkou setkání s ministrem vlády Marcelem Pilet-Golazem v roce 1940 po boku Ernsta Hofmanna [de] a Maxe Leo Kellera, dvou předních členů švýcarského nacistického hnutí Národní hnutí Švýcarska.
Jakob Schaffner a jeho manželka zahynuli při spojeneckém náletu na Štrasburk. Pohřeb se konal 5. dubna 1945 za přítomnosti syna a snachy ve švýcarském Buusu (kanton Basilej-venkov), za velkých protestů obyvatelstva. Schaffner, dříve široce uznávaný spisovatel, měl po válce kvůli své podpoře nacismu v literárních kruzích značně pošramocenou pověst.

### Ocenění
- 1911 a 1923 Čestné uznání švýcarské Schillerovy nadace
- 1930 Velká Schillerova cena
- 1932 Goethova medaile za umění a vědu
- 1937 Čestný titul Říšského ministerstva propagandy
- 1943 Cena Johanna Petera Hebela

## Dílo
- Irrfahrten. Roman, Berlin 1905 online – Internet Archive — Neufassung: Die Irrfahrten des Jonathan Bregger, Berlin 1912
- Die Laterne und andere Novellen, Berlin 1907
- Die Erlhöferin. Roman, Berlin 1908
- Hans Himmelhoch. Wanderbriefe an ein Weltkind, Berlin 1909 — Neuausgabe: Chronos, Zürich 2005
- Konrad Pilater. Roman, Berlin 1910 — Neu bearbeitete, gekürzte Auflage: Stuttgart 1922 — Neuausgabe, mit einem biografischen Nachwort von Charles Linsmayer, Zürich 1982
- Der Bote Gottes. Roman, Berlin 1911
- Die goldene Fratze. Novellen, Berlin 1912
- Geschichte der Schweizerischen Eidgenossenschaft. Eine Darstellung, Stuttgart 1915
- Die Schweiz im Weltkrieg, Berlin 1915
- Das Schweizerkreuz. Novelle, Berlin 1916 — Neuausgabe als: Das Liebespfand, Stuttgart 1942
- Der Dechant von Gottesbüren. Roman, Berlin 1917
- Die deutsche Auferstehung. Deutschlands Rettung durch die deutsche Erde!, Berlin 1919
- Die Weisheit der Liebe. Roman, Leipzig 1919
- Die Erlösung vom Klassenkampf, Leipzig 1920
- Kinder des Schicksals. Roman, Leipzig 1920
- Der Passionsweg eines Volkes 1918–1920, Leipzig 1920
- Johannes. Roman einer Kindheit, Stuttgart 1922 (Bd. 1 der Johannes-Tetralogie) online – Internet Archive — Neuausgabe, mit einem Nachwort von Peter Hamm: Nagel & Kimche, Zürich 2005
- Das Wunderbare. Roman, Stuttgart 1923
- Brüder. Zwei Erzählungen, Stuttgart 1925
- Die Glücksfischer. Roman, Stuttgart 1925
- Das große Erlebnis. Roman, Stuttgart 1926
- Das verkaufte Seelenheil. Eine Erzählung. Im Insel Verlag, Leipzig 1927
- Die Jünglingszeit des Johannes Schattenhold. Roman, Stuttgart 1930 (Bd. 2 der Johannes-Tetralogie)
- Eine deutsche Wanderschaft. Roman, Berlin 1933 (Bd. 3 der Johannes-Tetralogie)
- Offenbarung in deutscher Landschaft. Eine Sommerfahrt, Stuttgart 1934
- Larissa, Berlin 1935
- Volk zu Schiff. Zwei Seefahrten mit der KdF-Hochseeflotte, Hamburg 1936
- Berge, Ströme und Städte. Eine schweizerische Heimatschau, Stuttgart 1938
- Die Landschaft Brandenburg, Hamburg 1938
- Kampf und Reife. Roman, Stuttgart/Berlin 1939 (Bd. 4 der Johannes-Tetralogie)
- Die schweizerische Eidgenossenschaft und das Dritte Reich, Vortrag, 1939
- Der ewige Weg im Bundesbrief von 1291, Zürich 1940
- Der Aufgang des Reiches Heinrich I., Berlin 1940
- Der Schicksalsweg des deutschen Volkes, Berlin 1940
- Die Klarinette. Erzählung. Deutsche Volksbücher, Wiesbaden 1941
- Das Reich in uns, Berlin 1943
- Das kleine Weltgericht. Schauspiel, Stuttgart 1943
- Stadtgänge. Frühe Erzählungen. Hrsg. v. Charles Linsmayer. Arche, Zürich 1979

### V češtině
- Svítilna – úvod František Sekanina; přeložil František Sekanina; in: 1000 nejkrásnějších novel... č. 56. Praha: J. R. Vilímek, 1913